# Jewel -Vocal Version-
『jewel -Vocal Version-』（ジュエル ボーカルバージョン）は、日本のシンガーソングライターである尾崎豊のコンピレーション・アルバム。
2001年10月5日にマインドスケープよりリリースされた。過去に発表済となっていた尾崎のデビュー以前に録音された未発表音源に新たに録音演奏されたバンドサウンドのトラックをかぶせたアレンジを施したものが収録されている。9曲目には「幻のルイードライブ」として、「シェリー(ライブ＆メッセージ)」が収録されている。

## 構成
1982年10月11日に開催されたCBS・ソニー主催のオーディション「CBS SONY Sound Development Audition 1982」（SDオーディション）にて尾崎が歌唱した「ダンスホール」、「町の風景」、「野良犬の道 (Street Blues)」、「もうおまえしか見えない」などのデモテープの音源を基に、バック演奏を追加したものが収録されている。「町の風景」は後に1枚目のアルバム『十七歳の地図』（1983年）に「街の風景」と改題されて収録、「ダンスホール」は後に2枚目のアルバム『回帰線』（1985年）に収録されたが、それぞれ本作収録バージョンとは歌詞が異なっている。「Street Blues」は2枚目のシングル「十七歳の地図」（1984年）の原曲となっている。9曲目に収録されている「シェリー（ライブ＆メッセージ）」は尾崎の初公演となった「LIVE HOUSE APPEARANCE」より新宿ルイード公演の模様を収録したライブ音源であり、ライブ・ビデオ『OZAKI・18』（1996年）に収録されている公演とは別日となっている。「シェリー」の冒頭にはファンへの未公開メッセージコメントとして、尾崎の肉声が挿入されている。後にリリースされたコンピレーション・アルバム『SEPIA』（2002年）は本作と同一音源となっている。

## 収録曲
| 全作詞・作曲: 尾崎豊。 |                                  |        |            |       |
| #                      | タイトル                         | 作詞   | 作曲・編曲 | 時間  |
| 1.                     | 「町の風景」                     | 尾崎豊 | 尾崎豊     | 5:55  |
| 2.                     | 「Dance Hall」                   | 尾崎豊 | 尾崎豊     | 5:04  |
| 3.                     | 「Street Blues」                 | 尾崎豊 | 尾崎豊     | 6:54  |
| 4.                     | 「酔いどれ」                     | 尾崎豊 | 尾崎豊     | 5:42  |
| 5.                     | 「秋風」                         | 尾崎豊 | 尾崎豊     | 6:03  |
| 6.                     | 「弱くてバカげてて」             | 尾崎豊 | 尾崎豊     | 4:22  |
| 7.                     | 「もうお前しか見えない」         | 尾崎豊 | 尾崎豊     | 7:30  |
| 8.                     | 「風に唄えば」                   | 尾崎豊 | 尾崎豊     | 6:59  |
| 9.                     | 「シェリー」(ライブ＆メッセージ) | 尾崎豊 | 尾崎豊     | 10:04 |
| 合計時間:              | 合計時間:                        | 58:33  |            |       |

## スタッフ・クレジット
CDブックレットに記載されたクレジットを参照。
- 尾崎豊 - 歌、演奏
- 横山正美 - 写真提供
- James Hido - アート・ディレクション、デザイン
- Shu Takeda - エグゼクティブ・プロデューサー
- Hiro Yoshida - スペシャル・サンクス